# Thracia corbuloides
Thracia corbuloides is een tweekleppigensoort uit de familie van de Thraciidae. De wetenschappelijke naam van de soort is voor het eerst geldig gepubliceerd in 1827 door Blainville.